# Zoni Eidikis Prostasias Koilada Limnati
Zoni Eidikis Prostasias Koilada Limnati este o arie protejată (arie de protecție specială avifaunistică — SPA) din Cipru întinsă pe o suprafață de 2.885,96 ha, integral pe uscat.

## Localizare
Centrul sitului Zoni Eidikis Prostasias Koilada Limnati este situat la coordonatele 34°48′N 32°57′E / 34.8°N 32.95°E.

## Înființare
Situl Zoni Eidikis Prostasias Koilada Limnati a fost declarat arie de protecție specială avifaunistică în februarie 2013 pentru a proteja 67 de specii de animale.

## Biodiversitate
Situată în ecoregiunea mediteraneană, aria protejată conține 9 habitate naturale: Râuri mediteraneene cu debit intermitent, cu specii de Paspalo-Agrostidion, Sarcopoterium spinosum phryganas, Pseudostepă cu ierburi și specii anuale de Thero-Brachypodietea, Galerii de Salix alba și de Populus alba, Păduri de Platanus orientalis și Liquidambar orientalis (Platanion orientalis), Galerii și tufărișuri riverane sudice (Nerio-Tamaricetea și Securinegion tinctoriae), Păduri de Olea și Ceratonia, Păduri cu Quercus infectoria (Anagyro foetidae-Quercetum infectoriae), Păduri de pin mediteraneene cu pini mezogeni endemici.
La baza desemnării sitului se află mai multe specii protejate:
- păsări (64): uliu porumbar (Accipiter gentilis), pescăruș albastru (Alcedo atthis), fâsă-de-câmp (Anthus campestris), fâsă de luncă (Anthus pratensis), fâsă de pădure (Anthus trivialis), lăstunul mare (Apus apus), Aquila fasciata, stârc roșu (Ardea purpurea), stârc galben (Ardeola ralloides), șorecar mare (Buteo rufinus), rândunică roșcată (Cecropis daurica), erete de stuf (Circus aeruginosus), Clamator glandarius, porumbel gulerat (Columba palumbus), dumbrăveancă (Coracias garrulus), prepeliță (Coturnix coturnix), cuc (Cuculus canorus), lăstun de casă (Delichon urbicum), egretă mică (Egretta garzetta), Emberiza caesia, Emberiza melanocephala, Falco eleonorae, șoim călător (Falco peregrinus), vulturul pleșuv sur (Gyps fulvus), rândunică (Hirundo rustica), Hydrocoloeus minutus, sfrâncioc roșiatic (Lanius collurio), sfrâncioc cu cap roșu (Lanius senator), ciocârlie de pădure (Lullula arborea), privighetoare (Luscinia megarhynchos), prigoare (Merops apiaster), muscar sur (Muscicapa striata), Oenanthe cypriaca, pietrar mediteranean (Oenanthe hispanica), Oenanthe isabellina, pietrar sur (Oenanthe oenanthe), vultur pescar (Pandion haliaetus), vrabie negricioasă (Passer hispaniolensis), viespar (Pernis apivorus), codroș de munte (Phoenicurus ochruros), codroșul de pădure (Phoenicurus phoenicurus), pitulice de munte (Phylloscopus bonelli), pitulice sfârâitoare (Phylloscopus sibilatrix), mărăcinar (Saxicola rubetra), mărăcinar negru (Saxicola torquatus), Spatula clypeata, scatiu (Spinus spinus), turturică (Streptopelia turtur), silvie cu cap negru (Sylvia atricapilla), silvie de zăvoi (Sylvia borin), silvie de câmp (Sylvia communis), silvie-mică (Sylvia curruca), Sylvia hortensis, Sylvia melanothorax, silvie porumbacă (Sylvia nisoria), Sylvia ruppeli, Tachymarptis melba, sturzul viilor (Turdus iliacus), mierlă (Turdus merula), sturz-cântător (Turdus philomelos), sturz (Turdus pilaris), strigă (Tyto alba), pupăză (Upupa epops), nagâț (Vanellus vanellus)
- nevertebrate (2): Euplagia quadripunctaria, Propomacrus cypriacus
- reptile (1): Coluber cypriensis

Pe lângă speciile protejate, pe teritoriul sitului au mai fost identificate 4 specii de plante, 14 specii de păsări, 3 specii de amfibieni, 2 specii de nevertebrate, 9 specii de reptile.